# Jora černokřídlá
Jora černokřídlá (Aegithina tiphia) je pták z řádu pěvců, který obývá Indický subkontinent, Indočínu a Malajské souostroví. Vyskytuje se v poměrně hojném počtu v lesích a sadech, živí se hmyzem a ovocem. Dosahuje délky okolo 13 cm a váhy 12–17 gramů (samci bývají mírně větší). Je žlutozeleně zbarvený s černým hřbetem a černobíle pruhovanými křídly, samci v období rozmnožování mají černý také ocas a horní část hlavy. Zobák je rovný a ostrý, dlouhý asi 1,5 cm. V období námluv (po skončení monzunů) předvádějí samci leteckou akrobacii, při níž uplatňují své pestré zbarvení. Jora černokřídlá se ozývá hlasitým hvízdavým zpěvem, dokáže také napodobovat hlasy jiných ptáků.

## Poddruhy
- Aegithina tiphia aequanimis Bangs, 1922
- Aegithina tiphia cambodiana Hall, 1957
- Aegithina tiphia deignani Hall, 1957
- Aegithina tiphia horizoptera Oberholser, 1912
- Aegithina tiphia humei E. C. S. Baker, 1922
- Aegithina tiphia multicolor (Gmelin, 1789)
- Aegithina tiphia philipi Oustalet, 1886
- Aegithina tiphia scapularis (Horsfield, 1821)
- Aegithina tiphia septentrionalis Koelz, 1939
- Aegithina tiphia tiphia (Linnaeus, 1758)
- Aegithina tiphia viridis (Bonaparte, 1850)